# Dvořečtí z Olbramovic
Dvořečtí z Olbramovic (von Olbramowitz) jsou český vladycký a později rytířský rod. Svůj predikát odvozovali od Dvorců u Soběslavi, které měli v držení od poloviny 14. století a od Olbramovic u Votic, kde je zmiňován ve 12. století vladyka Olbram.

## Historie
V 15. století se oddělili od rozrodu Janoviců, pocházejí podobně jako jejich jmenovci Čejkové z Olbramovic, které leží severně od Votic. Na počátku 15. století se vynořuje jejich předek Kuneš, který zplodil tři syny, jeden z nich, Václav (1449–1516), patří mezi první ověřené předky rodu. Příslušníci rodu sloužili Rožmberkům jako dvořané, drželi Myslovice, Mašťov a samozřejmě i Olbramovice. Většina z nich měla pouze malý majetek, někteří členové umírali v naprosté chudobě. Základ většího dědictví pro svých pět dcer a čtyři syny poskytl až Kuneš (1522–1596). Stavovského povstání se účastnili jeho synové Kuneš Bohuslav a Prokop, člen direktoria stavů a nejvyšší berník Fridricha Falckého, který byl roku 1621 popraven na Staroměstském náměstí. I jeho synovce Kuneše Bohuslava odsoudili k trestu stětím, avšak mladý muž včas emigroval. Dalších sedm členů rodu bylo po bitvě na Bílé hoře trestáno ztrátou majetku.
V průběhu 17. století pravděpodobně vymírají či chudnou a mizí z historického povědomí, neboť doba pobělohorská jim jako účastníkům stavovského povstání nepřeje. Jedním z těchto členů byl i Bedřich Dvořecký z Olbramovic, jenž byl za účast v povstání zbaven všeho majetku, avšak císařským rozhodnutím 13. března 1623 je jeho ženě Prudencii rozené z Hyršova navrácen lenní manský statek v Ouběnicích za úhradu třetiny pokuty z 1400 kop grošů (což byla odhadní cena jejich panství), neboť se ze všech zmíněných účastnil Bedřich povstání nejméně.

## Erb
S Čejky mají podobný i erb, na modrém podkladu se nachází stříbrnočervená orlice, jež má uprostřed zlatou pružinu. Tento znak používalo i několik dalších rodů, avšak pouze Dvořečtí jej ponechali v původní podobě.

## Příbuzenstvo
Spojili se s Malovici, Lukavci, Věžníky, Kořenskými z Terešova, pány z Říčan a dalšími rody.

## Významní členové rodu
- Prokop Dvořecký z Olbramovic

Jako potomek rodu je i uváděn český římskokatolický duchovní a historik Jakub Dvořecký.